# Titiotus icenoglei
Espèce
Titiotus icenoglei est une espèce d'araignées aranéomorphes de la famille des Zoropsidae.

## Distribution
Cette espèce est endémique de Californie aux États-Unis,. Elle se rencontre dans les monts Tehachapi dans le comté de Kern.

## Description
Le mâle holotype mesure 10 mm et la femelle paratype 13 mm.

## Étymologie
Cette espèce est nommée en l'honneur de Wendell R. Icenogle.

## Publication originale
- Platnick & Ubick, 2008 : A revision of the endemic Californian spider genus Titiotus Simon (Araneae, Tengellidae). American Museum novitates, no 3608, p. 1-33 (texte intégral).